# Bletchley
Bletchley est une ville d'Angleterre dans le Buckinghamshire.
La ville est connue pour héberger Bletchley Park, le principal site de décryptage du Royaume-Uni pendant la Seconde Guerre mondiale.

## Transport
Silverlink est une concession ferroviaire régionale qui desservie la ville.

## Personnalités liées
- Derek Redmond, (1965-), athlète britannique, spécialiste du 400 m, y est né.